# Markus Blume
Markus Blume (ur. 14 lutego 1975 w Monachium) – niemiecki polityk, politolog i doradca gospodarczy, deputowany do Landtagu Bawarii, w latach 2018–2022 sekretarz generalny Unii Chrześcijańsko-Społecznej (CSU), minister w rządach Bawarii.

## Życiorys
W 1994 zdał egzamin maturalny, po czym studiował fizykę na Uniwersytecie Ludwika i Maksymiliana w Monachium oraz nauki polityczne w Wyższej Szkole Polityki w Monachium. W 1998 ukończył studia z tytułem dyplomowanego politologa. W latach 1999–2002 odbywał studia doktoranckie z nauk politycznych na Uniwersytecie Ludwika i Maksymiliana w Monachium, zakończone bez uzyskania tytułu. 
Od 2001 do 2002 pracował jako niezależny doradca przedsiębiorstw. W 2002 był współzałożycielem spółki Content5 AG, w której do 2013 zasiadał we władzach jako członek zarządu. W latach 2005–2008 pełnił funkcję rzecznika prasowego i doradcy strategicznego firmy Renova Management AG w Zurychu.
W 1995/1996 wstąpił do Młodej Unii i Unii Chrześcijańsko-Społecznej. W 2008 został wybrany do Landtagu Bawarii. Od 2013 pełni funkcję przewodniczącego struktur CSU w okręgu Monachium-Wschód. W latach 2017–2018 był zastępcą, a od 2018 do 2022 pełnił funkcję sekretarza generalnego CSU.
Od 23 lutego 2022 sprawuje urząd bawarskiego ministra ds. nauki i sztuki. Od 2 marca 2022 jest zastępczym członkiem Bundesratu.